# Baengnyeong
Baengnyeong est une île de la Corée du Sud située en mer Jaune,  près de la Ligne de limite du Nord.

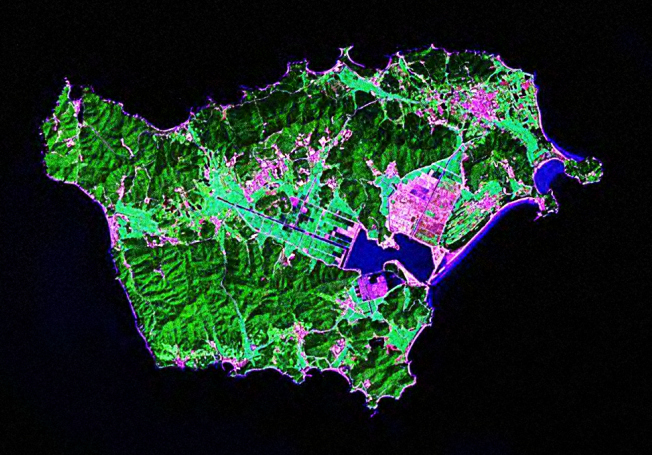
Image Landsat de la NASA de l'île de Baengnyeong, Corée du Sud

## Localisation
L'île est située dans la province de Incheon, plus précisément dans le district d'Ongjin. Elle se trouve à 13,4 km au sud de la localité de Moya-dong, sur la côte nord-coréenne.

## Histoire
Durant la guerre de Corée, l'île sert de base au United Nations Partisan Infantry Korea.
Cette île est actuellement le théâtre de plusieurs accrochages entre l'Armée populaire de Corée (Corée du Nord) et la Marine de la République de Corée (Corée du Sud). En janvier 2010, un échange de tirs entre les marines de guerre des deux pays antagonistes eut lieu près de l’île de Baengnyeong.
Le 26 mars 2010, une corvette sud-coréenne a coulé au large de la côte ouest de l'île, tuant 46 marins. Ce naufrage est attribué à un sous-marin nord-coréen bien que les autorités de Pyongyang démentent toute implication.
En avril 2013, lors de nouvelles tensions entre les deux Corée, l'île est désignée comme première cible potentielle par Kim Jong-un en cas de conflit militaire entre les deux pays.

## Climat
| Mois                                             | jan.       | fév.       | mars      | avril     | mai       | juin     | jui.      | août      | sep.      | oct.      | nov.      | déc.       | année      |
| ------------------------------------------------ | ---------- | ---------- | --------- | --------- | --------- | -------- | --------- | --------- | --------- | --------- | --------- | ---------- | ---------- |
| Température minimale moyenne (°C)                | −3,4       | −2,2       | 1,3       | 6         | 11,1      | 16,1     | 19,9      | 21,5      | 17,8      | 12,3      | 5,5       | −1,1       | 8,7        |
| Température moyenne (°C)                         | −1,3       | 0          | 3,8       | 9,1       | 14,5      | 19       | 22,3      | 23,8      | 20,1      | 14,7      | 7,9       | 1,2        | 11,3       |
| Température maximale moyenne (°C)                | 1,2        | 2,8        | 7,1       | 13        | 18,7      | 22,9     | 25,4      | 26,9      | 23,5      | 17,7      | 10,6      | 3,8        | 14,5       |
| Record de froid (°C) date du record              | −17,4 2004 | −15,3 2006 | −7,7 2007 | 0,5 2012  | 5 2001    | 7,3 2010 | 13 2002   | 14,1 2003 | 10,7 2011 | 2,1 2010  | −3,9 2015 | −11,3 2005 | −17,4 2004 |
| Record de chaleur (°C) date du record            | 9,4 2021   | 15,5 2004  | 17,3 2014 | 23,7 2004 | 28,1 2005 | 30 2012  | 33,5 2002 | 33,2 2014 | 29,9 2001 | 25,6 2006 | 20,3 2005 | 13,8 2004  | 33,5 2002  |
| Ensoleillement (h)                               | 139,9      | 166,6      | 216,9     | 219,3     | 239,6     | 191      | 136,7     | 189,6     | 212,4     | 217,6     | 146,7     | 117,3      | 2 193,6    |
| Précipitations (mm)                              | 13,3       | 17,4       | 18,2      | 47,5      | 74,3      | 72       | 201       | 158,5     | 90,6      | 31        | 41,9      | 21,6       | 787,3      |
| Nombre de jours avec précipitations              | 7,4        | 4,8        | 5,3       | 6,9       | 8,1       | 10       | 13,9      | 11,1      | 6,7       | 5         | 8,5       | 9,9        | 97,6       |
| dont nombre de jours avec précipitations ≥ 10 mm | 0,1        | 0,6        | 0,5       | 1,5       | 2,3       | 1,9      | 5         | 4,2       | 2,3       | 1         | 1,2       | 0,4        | 21         |
| Humidité relative (%)                            | 63,4       | 63         | 65,5      | 65,7      | 70,1      | 80,2     | 88        | 83,7      | 75,9      | 67,8      | 64,7      | 63,8       | 71         |
| Nombre de jours avec neige                       | 11         | 6,2        | 2,3       | 0,1       | 0         | 0        | 0         | 0         | 0         | 0,2       | 3,2       | 12,3       | 35,6       |
| Nombre de jours avec brouillard                  | 1,3        | 4          | 8,3       | 8,5       | 12,4      | 18,3     | 23        | 13,3      | 5,2       | 3,6       | 2,8       | 1          | 101,7      |

| Diagramme climatique                                  |             |            |         |              |            |             |               |              |            |             |             |
| J                                                     | F           | M          | A       | M            | J          | J           | A             | S            | O          | N           | D           |
| 1,2−3,413,3                                           | 2,8−2,217,4 | 7,11,318,2 | 13647,5 | 18,711,174,3 | 22,916,172 | 25,419,9201 | 26,921,5158,5 | 23,517,890,6 | 17,712,331 | 10,65,541,9 | 3,8−1,121,6 |
| Moyennes : • Temp. maxi et mini °C • Précipitation mm |             |            |         |              |            |             |               |              |            |             |             |